# Josef Gelmi
Josef Gelmi (* 17. Mai 1937 in Cavalese im Fleimstal) ist ein Südtiroler Kleriker und Kirchenhistoriker.

## Leben
Gelmi besuchte das Humanistische Gymnasium am Vinzentinum in Brixen und studierte dann Philosophie und Theologie am Priesterseminar in Brixen. 1961 wurde er zum Priester geweiht, danach hatte er Kooperatorenstellen in Cortina d’Ampezzo und Bozen.
Nach einem Studium der Kirchengeschichte an der Päpstlichen Universität Gregoriana und der Geschichte an der Staatlichen Universität in Rom wurde er 1973 Professor für Kirchen- und Diözesangeschichte an der Philosophisch-Theologischen Hochschule in Brixen (emeritiert). Von 1982 bis 1986 hatte er Lehraufträge an der Theologischen Fakultät der Universität Innsbruck inne. Eine Berufung an die Universität Wien wurde anscheinend von Hans Hermann Groer verhindert. Ab 1998 war er Präsident des Diözesanmuseums in der Brixner Hofburg. Schwerpunkt der Forschungstätigkeit Gelmis ist die Kirchengeschichte Tirols. Neben einer Gesamtdarstellung der regionalen Kirchengeschichte und einem Werk über die Bischöfe des Bistums Bozen-Brixen sowie weiteren Arbeiten zur Südtiroler Kirchengeschichte verfasste Gelmi zahlreiche Artikel in theologischen und kirchengeschichtlichen Standardwerken, beispielsweise in der 3. Auflage des Lexikons für Theologie und Kirche und im fünfbändigen, von Erwin Gatz herausgegebenem Bischofslexikon.
2017 forderte er, anlässlich seiner Pensionierung, die Abschaffung des Zölibats und die Diakonweihe von Frauen.

## Auszeichnungen
- 1996 Walther-von-der-Vogelweide-Preis
- 2001 Ehrenzeichen des Landes Tirol
- 2001 Österreichisches Ehrenkreuz für Kunst und Wissenschaft I. Klasse

## Selbständige Publikationen
- La Segreteria di Stato sotto Benedetto XIV (1740–1758). Trient 1975.
- Die Päpste in Lebensbildern. Graz/Wien/Köln 1983, zweite völlig neu bearbeitete Auflage, ebd. 1989.
- Die Brixner Bischöfe in der Geschichte Tirols. Bozen 1984.
- Kirchengeschichte Tirols. Innsbruck/Wien-/Bozen 1986.
- Maria Hueber (1653–1705). Eine der bedeutendsten Frauen Tirols. Bozen 1993.
- Geschichte der Diözesen Bozen-Brixen und Innsbruck. 5 Hefte, Kehl am Rhein 1994–1998.
- Maria Hueber. „Mutter Anfängerin“ der Tertiarschwestern des hl. Franziskus in Brixen. Kehl 1995.
- Der selige Johann Nepomuk von Tschiderer, Fürstbischof von Trient (1777–1860). Brixen 1995.
- Geschichte der Stadt Brixen. Brixen 2000.
- Geschichte der Kirche in Tirol. Nord-, Ost- und Südtirol. Innsbruck/Wien/Bozen 2001.
- Fürstbischof Johannes Geisler (1882–1952): eines des dramatischsten Kapitel der Südtiroler Geschichte. Brixen 2003.
- Das Papsttum. Beschreibung einer faszinierenden Institution. Verlagsgemeinschaft Topos plus, Kevelaer 2007, ISBN 978-3-8367-0641-4.[4]

Des Weiteren die Bearbeitung und Ergänzung der sechsten Auflage des Lexikons der Namen und Heiligen von Otto Wimmer-Hartmann Melzer, Innsbruck/Wien 1988 und ca. 250 Veröffentlichungen in Zeitungen, Zeitschriften, Lexika, Festschriften, Sammelbänden und
Handbüchern sowie viele Rezensionen und zahlreiche Radiosendungen zur Kirchengeschichte Tirols.